# 斯圖爾特 (明尼蘇達州)
斯图尔特（英語：Stewart）是一个美國城市，位於明尼苏达州麦克劳德县。根據2010年的人口普查，當地人口為571人。

## 地理
根据美国人口普查局，该城市的總面積為0.81平方英里（2.10平方）。